# Fh 104 (航空機)
ジーベル Fh 104
アルベルト・ケッセルリンクが操縦するFh 104
- 用途：軽輸送機、連絡機
- 製造者：ジーベル（Siebel）
- 運用者：ドイツ空軍
- 初飛行：1937年
- 生産数：46機

ジーベル Fh 104ハローレ(Siebel Fh 104 Hallore)は、 ドイツのジーベル社（Siebel）で製造された小型の双発輸送機、連絡機である。

## 概要

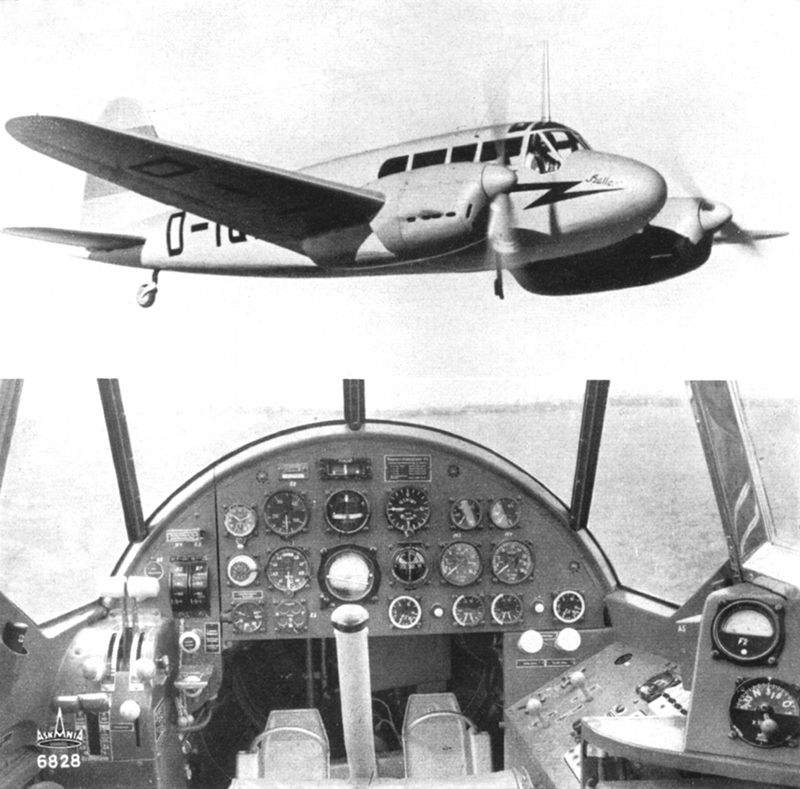
Fh 104の計器盤

1934年にクレム社（Klemm Leichtflugzeugbau）は全金属製の航空機（クレム社の通常の小型航空機とは違って）を製造するためにハレ（Halle）に新しい工場を建設し、新しい双発輸送機クレム Kl 104（後にFh 104に改称）の開発作業をハレ工場に移管した。1937年にクレム社はハレ工場の運営をフリッツ・ジーベル(Fritz Siebel)に委譲し、同年Fh 104の試作機が初飛行した。Fh 104は全金属製の胴体に合板張りの主翼、エンジンナセル下部に引き込まれる油圧式降着装置を備えていた。本機は生誕地の街の名に因んで'ハローレ(Hallore)'という名で知られるようになった。
Fh 104は1938年に長距離飛行競技会で優勝し、1939年にはアフリカで40,000 kmを飛翔した。1938年度のリットリオ・ラリー(Littorio Rally)では性能賞（the principle award）を獲得した。第二次世界大戦中にFh 104はドイツ国防軍の高級将校の人員輸送機やアドルフ・ガーランド、アルベルト・ケッセルリンク、エルンスト・ウーデットらの公用機として使用された。少なくとも15機が戦前のドイツで民間機として登録された。
より大型のジーベル Si 204は本機を基に開発された。

## 運用
ドイツ国
ドイツ空軍

## 要目
(Fh 104)German Aircraft of the Second World War 
- 乗員：1、2名
- 搭載量：乗客5名まで
- 全長：9.50 m (31 ft 2 in)
- 全幅：12.06 m (39 ft 7 in)
- 全高：2.64 m (8 ft)
- 翼面積：22.3 m2 (240 ft2)
- 空虚重量：1,510 kg (3,329 lb)
- 運用重量：2,350 kg (5,181 lb)
- エンジン：2 × ヒルトHM 508（Hirth HM 508）空冷倒立V型エンジン 209 kW (280 hp)
- 最大速度：350 km/h (217 mph)
- 巡航速度：335 km/h (208 mph)
- 巡航高度：6,600 m (21,650 ft)
- 航続距離：920 km (572 miles)
- 上昇率 : [1]1,000 m (3050 ft) 6.0 m/s (1,090 ft/min)

### 書籍
- Smith, J.R. and Kay, Antony J. German Aircraft of the Second World War. London:Putnam, 1990. ISBN 0-85177-836-4.